# Trio Matamoros
Pour les articles homonymes, voir Matamoros (homonymie).

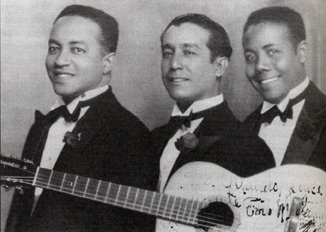
Trio Matamoros.

Le Trio Matamoros est un groupe de musique cubaine formé en 1925 par Miguel Matamoros, le guitariste Rafael Cueto (Santiago de Cuba 1900  - La Havane 1991) et Siro Rodriguez (Santiago de Cuba 1899 - La Havane 1981). Le trio interprétait du boléro-son, un mélange de ces deux genres, ainsi que du mambo, du swing et d'autres genres musicaux. Il s'est produit à New York, en Amérique latine et en Europe.

## Carrière artistique
Les trois musiciens étaient chanteurs et compositeurs. Le groupe s'appelait à l'origine « Trio Oriental », mais a changé son nom pour « Trio Matamoros » en 1928 après la découverte d'un autre groupe qui utilisait déjà le nom de Trio Oriental. La voix grave de Siro s'harmonise parfaitement avec celle, nasillarde, de Miguel, ce qui leur permet d'obtenir une originalité spécifique qui compte pour beaucoup dans le succès rencontré par le trio durant une quarantaine d'années.
Rafael Cueto a appris à jouer les accords à la guitare en autodidacte et, selon le musicologue cubain Hello Onovio, il a été le créateur d'un modèle rythmique basé sur un mouvement mélodique-harmonique appelé « tumbao », joué avec les basses auxquelles il ajoute la percussion,. Ce tumbao, en plus d'être harmonique, se distinguait par son éminente saveur rythmique cubaine, qui rehaussait le délicieux scratch que Miguel faisait à la guitare. En ne faisant pas le scratch de Miguel, Cueto a évité la cacophonie, à la fois rythmique et harmonique. Selon le chercheur Vicente González-Rubiera (Guyún), il a utilisé un rythme totalement différent, plus les basses qu'il a jouées, dans les tumbaos desquelles il a introduit une polyrythmie jamais entendue auparavant.
Beny Moré a ensuite fait partie du groupe de 1945 à 1947 avant de créer son propre orchestre.
Les Matamoros ont joué avec des chanteurs et compositeurs comme Rafael Hernández, de Porto Rico, qui a composé Capullito de Alelí, et Benny Moré.
Ils se sont produits pour la dernière fois devant le peuple cubain au Théâtre Chaplin début mars 1960 . Le même mois, ils se rendent aux États-Unis, reviennent peu de temps après et prennent immédiatement leur retraite.

## Postérité
Ce trio a laissé derrière lui, dans d'innombrables enregistrements, un panorama unique de sones, boléros et autres genres de la musique populaire cubaine, qui se sont propagés presque à l'échelle mondiale.

## Discographie
- 1975 : Ecos de Cuba
- 1980 : Lágrimas negras
- 1989 :  Origen de La Salsa
- 1993 :  Son de La Loma
- 1994 :  Un Recuerdo de Cuba
- 1996 :  Beso Discreto
- 1996 :  Recuerdos de Cuba
- 1997 :  Soneros: La Tradicion de Cuba, vol. 3
- 1999 :  Dos Grandes tríos Cubanos
- 1999 :  Cuba en tríos
- 2000 :  Cuban Originals